# 長草町 (名古屋市)
長草町（ながくさちょう）は、愛知県名古屋市中村区の地名。丁目の設定はない。住居表示未実施。

## 地理
名古屋市中村区南端部に位置する。西は野田町、南は中川区に接する。

## 歴史

### 地名の由来
八田町の字上長草および字下長草による。当地が葭などに覆われた地であった様子を表したものであろうという。

### 沿革
- 1930年（昭和5年）6月20日 - 中区八田町および岩塚町の各一部により、同区長草町として成立[1]。
- 1937年（昭和12年）10月1日 - 中川区成立に伴い、同区長草町となる[1]。
- 1944年（昭和19年）2月11日 - 中村区編入に伴い、同区長草町となる[1]。
- 1969年（昭和44年）3月13日 - 中村区岩塚町字本地の一部を編入する[9]。

## 世帯数と人口
2019年（平成31年）2月1日現在の世帯数と人口は以下の通りである。
| 町丁   | 世帯数 | 人口  |
| ------ | ------ | ----- |
| 長草町 | 64世帯 | 122人 |

### 人口の変遷
国勢調査による人口の推移
| 1950年（昭和25年） | 38人  | [ 10 ] |  |
| 1955年（昭和30年） | 65人  | [ 10 ] |  |
| 1960年（昭和35年） | 103人 | [ 11 ] |  |
| 1965年（昭和40年） | 160人 | [ 11 ] |  |
| 1970年（昭和45年） | 224人 | [ 12 ] |  |
| 1975年（昭和50年） | 234人 | [ 12 ] |  |
| 1980年（昭和55年） | 169人 | [ 13 ] |  |
| 1985年（昭和60年） | 171人 | [ 13 ] |  |
| 1990年（平成2年）  | 168人 | [ 14 ] |  |
| 1995年（平成7年）  | 162人 | [ 15 ] |  |
| 2000年（平成12年） | 131人 | [ 16 ] |  |
| 2005年（平成17年） | 132人 | [ 17 ] |  |
| 2010年（平成22年） | 118人 | [ 18 ] |  |
| 2015年（平成27年） | 118人 | [ 19 ] |  |

## 学区
市立小・中学校に通う場合、学校等は以下の通りとなる。また、公立高等学校に通う場合の学区は以下の通りとなる。
| 番・番地等 | 小学校               | 中学校               | 高等学校 |
| ---------- | -------------------- | -------------------- | -------- |
| 全域       | 名古屋市立八社小学校 | 名古屋市立御田中学校 | 尾張学区 |

## 施設
- 酒井製作所工場[7]

## その他

### 日本郵便
- 郵便番号 : 453-0857[4]（集配局：中村郵便局[22]）。